# Simple Man
"Simple Man" is een nummer van de Amerikaanse band Lynyrd Skynyrd. Het werd uitgebracht als de vierde track op hun debuutalbum (pronounced 'lĕh-'nérd 'skin-'nérd) uit 1973.

## Achtergrond
"Simple Man" is geschreven door zanger Ronnie Van Zant en gitarist Gary Rossington en geproduceerd door Al Kooper. Het is geschreven in de toonsoort a-mineur/C-majeur, alhoewel de gitaren een halve toon lager speelden, waardoor het in feite een gis-mineur/B-majeur-compositie was. Het begint met een akoestisch arpeggio, bestaande uit de akkoorden C-majeur, G-majeur en a-mineur. Tijdens de intro zijn een baslijn en bekkens te horen.
De tekst van "Simple Man" gaat over een moeder die tegen haar zoon over het leven praat. Het is geïnspireerd door het overlijden van de grootmoeder van Ronnie Van Zant. Alhoewel het nooit als single is uitgebracht, groeide het uit tot een van de bekendste nummers van Lynyrd Skynyrd. Na "Sweet Home Alabama" en "Free Bird" is het op streamingplatformen het meest beluisterde nummer van de band. Tevens is het gecoverd door onder meer Deftones en Shinedown.

## NPO Radio 2 Top 2000
| Nummer met noteringen in de NPO Radio 2 Top 2000 | '20  | '21  | '22  | '23  | '24  |
| ------------------------------------------------ | ---- | ---- | ---- | ---- | ---- |
| Simple Man                                       | 1681 | 1437 | 1417 | 1324 | 1350 |

1. ↑  Een vetgedrukt getal geeft de hoogste notering aan.
2. ↑  2020 was het eerste jaar met een notering voor dit nummer.